# 柳瀬柚奈
柳瀬 柚奈（やなせ ゆうな、2001年12月27日 - ）は、日本の女子バスケットボール選手である。ポジションはスモールフォワード。Wリーグの新潟アルビレックスBBラビッツ所属。

## 来歴
茨城県出身。
2023年12月、新潟アルビレックスBBラビッツにアーリーエントリー登録。